# Wish (Soweluの曲)
「Wish」（ウィッシュ）は、Soweluの18枚目のシングル。2008年3月12日発売。発売元はデフスターレコーズ。リリース記念企画として、2008年3月11日に神奈川県海老名市立柏ヶ谷中学校の卒業式にて歌った。PV監督は牧鉄馬。

## 収録曲
1. Wish[4:15]
作詞：Sowelu、作曲・編曲：Shinichiro Murayama
2. Baby I want you[3:07]
作詞：Sowelu・Tsuyoshi Shirasagi、作曲：Yusuke Kato、編曲：AKIRA
3. Wish (Instrumental)[4:13]

## 収録アルバム
- オリジナル『Naked』（2008年4月9日）
- ベスト『Sowelu THE BEST 2002-2009』（2009年3月18日）

## タイアップ
- Wish：テレビ東京系アニメ『D.Gray-man』エンディングテーマ